# Derefunda truncata
Derefunda truncata är en insektsart som beskrevs av Chen, Yang och Wilson 1989. Derefunda truncata ingår i släktet Derefunda och familjen vedstritar. Inga underarter finns listade i Catalogue of Life.